# О Уеле
О Уеле (на френски и на суахили: Haut-Uele) е една от провинциите на Демократична република Конго. Разположена е в североизточната част на страната и граничи с ЦАР и Южен Судан. Името ѝ идва от реката Уеле, приток на река Убанги, и в превод от френски означава Горна Уеле. Столицата на провинцията е град Исиро. Площта ѝ е 89 683 км², а населението, според проекция за юли 2015 г., е 1 864 000 души. Най-масово говореният език в провинцията е езикът лингала.